# آيت يوفن (تامري)
آيت يوفن هي إحدى مشيخات المملكة المغربية، تتبع جغرافيا لعمالة أكادير إدا وتنان وإداريًا لتامري. يقدر عدد سكانها بـ 5449 نسمة حسب الإحصاء الرسمي للسكان والسكنى لسنة 2004.